# 斯波忠三郎

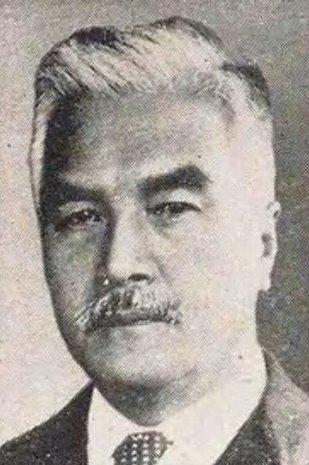
斯波忠三郎

斯波 忠三郎（しば ちゅうざぶろう、明治5年3月8日（1872年4月15日） – 1934年（昭和9年）10月3日）は、日本の船舶工学者、東京帝国大学教授。貴族院男爵議員。

## 経歴
男爵斯波蕃の長男として生まれ、1907年（明治40年）3月18日に男爵を襲爵した。1894年（明治27年）、東京帝国大学工科大学機械工学科を卒業。大学院に進み、1896年（明治29年）に同大学助教授となった。1899年（明治32年）からイギリス・フランス・ドイツに留学し、1901年（明治34年）に帰国。直ちに教授に任命され、後に3度にわたって評議員を務めた。1902年（明治35年）には工学博士号を取得。1906年（明治39年）から海軍大学校教授も兼ね、機関将校の育成に当たった。その他、特許局審判官、日本機械学会評議員・会長、日本海事協会評議員・監事・理事・理事長、帝国飛行協会評議員・理事などを務めた。
1917年（大正6年）11月17日に貴族院議員補欠選挙で男爵議員に選出され、公正会に所属して活動し死去するまで在任した。
1923年（大正12年）、航空研究所所長に就任。1932年（昭和7年）に東京帝国大学を退官し、翌年に名誉教授となった。
1931年（昭和6年）に南満州鉄道株式会社顧問に就任し、さらに技術局の創設とともに技術局長となった。技術局長として、満州化学工業株式会社・日満マグネシウム株式会社を創設し、それぞれ社長に就任した。

## 栄典
- 1900年（明治33年）9月10日 - 従五位[5]
- 1912年（明治45年）4月30日 - 従四位[6]
- 1922年（大正11年）6月30日 - 従三位[7]

## 著書
- 『蒸汽機関』（大倉書店、1906年）

## 親族
- 長男：斯波正夫（貴族院男爵議員）[8]
- 岳父：進十六（長州藩士、司法官）[9]
- 義弟：鈴木文太郎（京都帝国大学医科大学教授）[10]
- 長女：輝 - 佐々木勇之助の三男・和三郎の妻[11]